# بالدار دریاچه
بالدار دریاچه (نام علمی: Noripterus) نام یک سرده از تیره جونگاربالان است.